# Omloop van het Houtland 2021
L'Omloop van het Houtland 2021, settantacinquesima edizione della corsa, valido come evento dell'UCI Europe Tour 2021 categoria 1.1, si è svolto il 23 settembre 2021 per un percorso di 190 km, con partenza da Middelkerke ed arrivo a Lichtervelde, in Belgio. La vittoria è stata appannaggio dall'olandese Taco van der Hoorn, che ha completato il percorso in 3h57'19" alla media di 48,037 km/h, precedendo il connazionale Danny Van Poppel e il belga Gerben Thijssen.
Al traguardo di Lichtervelde sono stati 77 i ciclisti, dei 112 partiti da Middelkerke, che hanno portato a termine la competizione.

## Squadre partecipanti
| N.    | Cod. | Squadra                   |
| ----- | ---- | ------------------------- |
| 1-6   | LTS  | Lotto Soudal              |
| 11-17 | IWG  | Intermarché-Wanty-Gobert  |
| 21-27 | DSM  | Team DSM                  |
| 31-37 | APF  | Alpecin-Fenix             |
| 41-47 | BWB  | Bingoal Pauwels Sauces WB |
| 51-57 | RLY  | Rally Cycling             |
| 61-77 | SVB  | Sport Vlaanderen-Baloise  |
| 71-77 | UXT  | Uno-X Pro Cycling Team    |
| 81-87 | BCY  | BEAT Cycling              |

| N.      | Cod. | Squadra                         |
| ------- | ---- | ------------------------------- |
| 91-97   | BSC  | Black Spoke Pro Cycling Academy |
| 101-107 | EVO  | EvoPro Racing                   |
| 111-117 | MET  | Metec-Solarwatt p/b Mantel      |
| 121-127 | SEG  | SEG Racing Academy              |
| 131-137 | TIS  | Tarteletto-Isorex               |
| 141-147 | TCO  | Team Coop                       |
| 151-156 | LKH  | Lotto-Kern Haus                 |
| 161-167 | SVL  | Team SKS Sauerland NRW          |

## Ordine d'arrivo (Top 10)
| Pos. | Corridore        | Squadra     | Tempo    |
| ---- | ---------------- | ----------- | -------- |
| 1    | T. van der Hoorn | Intermarché | 3h57'19" |
| 2    | Danny van Poppel | Intermarché | a 4"     |
| 3    | Gerben Thijssen  | Lotto       | s.t.     |
| 4    | Timothy Dupont   | Bingoal     | s.t.     |
| 5    | Alberto Dainese  | DSM         | s.t.     |
| 6    | Arvid de Kleijn  | Rally       | s.t.     |
| 7    | Campbell Stewart | Black Spoke | s.t.     |
| 8    | Arne Marit       | Sport Vla.  | s.t.     |
| 9    | Gil D'Heygere    | Tarteletto  | s.t.     |
| 10   | Erlend Blikra    | Uno-X       | s.t.     |